# Michał Ulam
Michał Ulam (ur. 15 marca 1879 we Lwowie, zm. 16 lutego 1938 w Monte Carlo) – polski inżynier budowlany i architekt.

## Życiorys

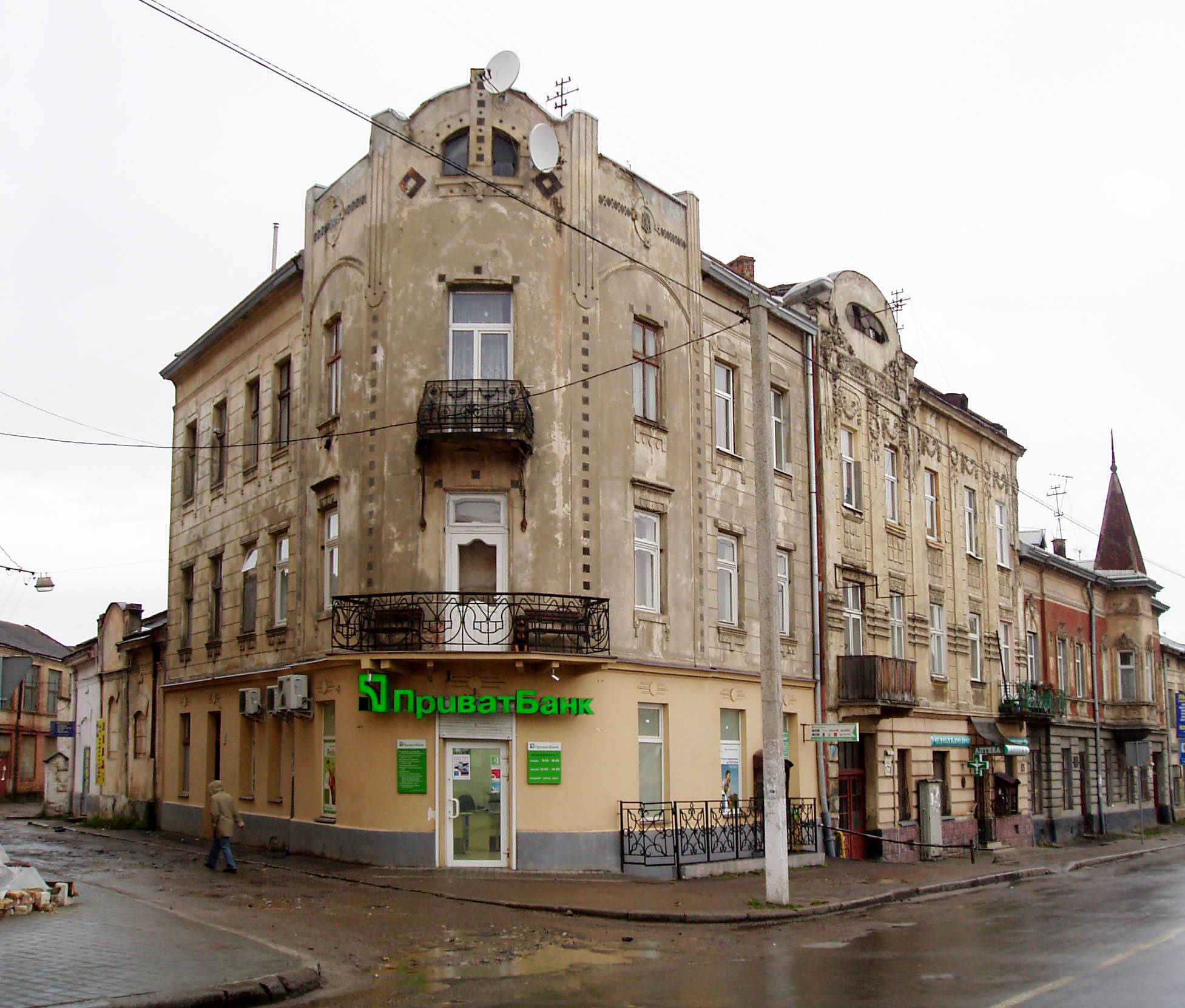
Kamienica przy ul. Zustricznej 2 (Jana Styki)

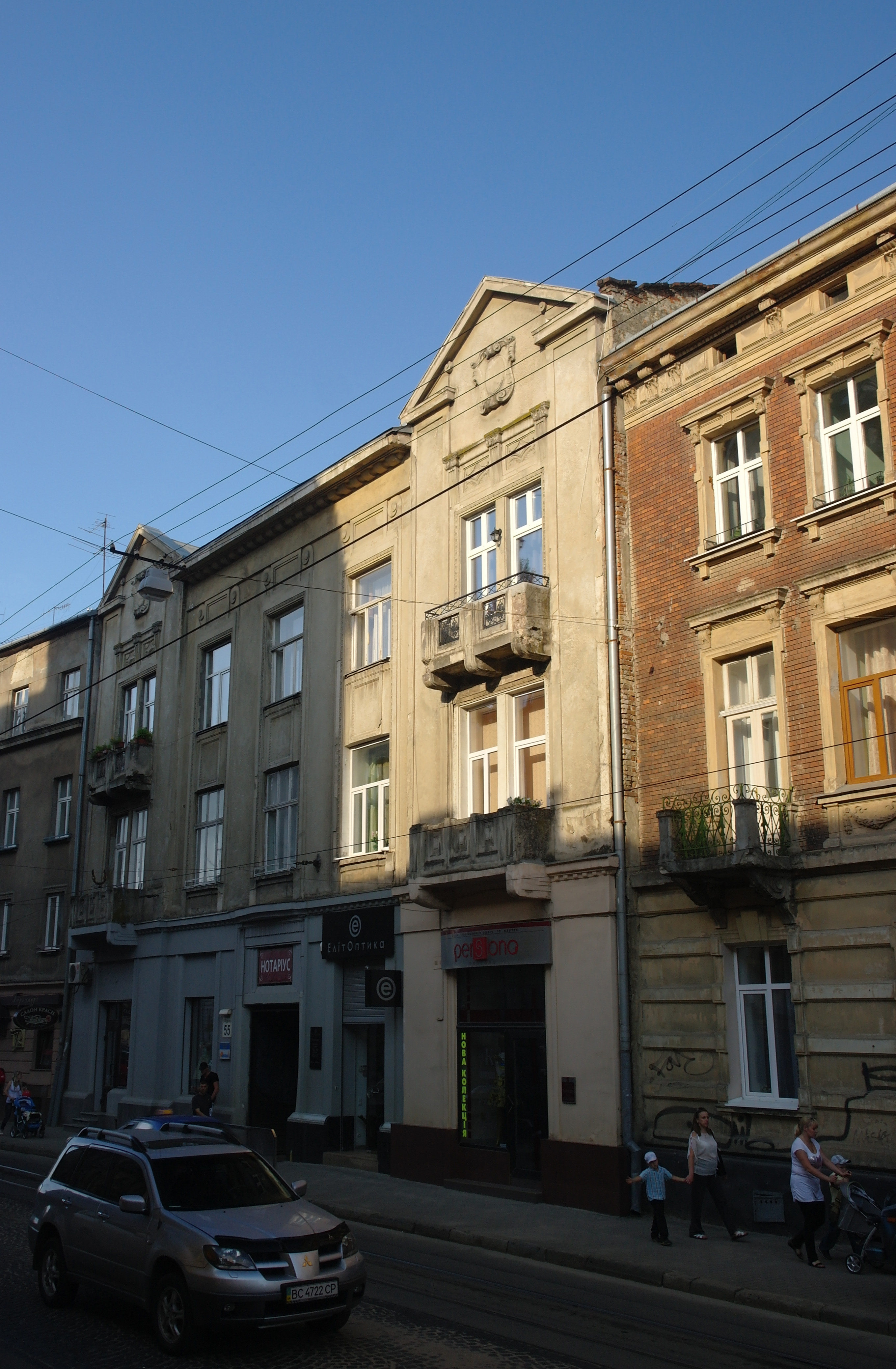
Kamienica przy ul. Iwana Franki 55 (Zublikiewicza 27)

Urodził się w 1879 we Lwowie w zamożnej, zasymilowanej rodzinie żydowskiej, jego rodzicami byli Bernard i Cecylia z Kollerów. Jego bratankiem był Stanisław Ulam.
Po ukończeniu w 1900 C. K. Państwowej Szkoły Przemysłowej we Lwowie pracował jako technik budowlany w mieście rodzinnym. W roku szkolnym 1902/1903 na mocy egzaminu złożonego przed komisją egzaminacyjną w c. k. Namiestnictwie otrzymał świadectwo uzdolnienia do samoistnego prowadzenia przemysłu budowlanego jako koncesjonowany budowniczy. Po ukończeniu lwowskiej Wyższej Szkoły Przemysłowej wyjechał do Monachium kontynuować naukę na tamtejszej Akademii Sztuk Pięknych. Po powrocie do Lwowa założył z Zygmuntem Kędzierskim spółkę budowlaną, która inwestowała w nieruchomości, zabudowywała je i sprzedawała gotowe kamienice. Spółka od 1918 do 1936 miała swoją filię w Krakowie. Od 1928 do 1935 był wiceprezesem, a następnie radcą w Izbie Przemysłowo-Handlowej we Lwowie. Równolegle zajmował stanowisko prezesa Centralnego Związku Kupców i Przemysłowców oraz Stowarzyszenia Rzemieślników Żydowskich i rady naczelnej Związku Żydowskich Organizacji Gospodarczych, prezesa klubu mieszczańskiego. Był autorem licznych felietonów prasowych w literaturze fachowej i dziennikach codziennych oraz broszur o tematyce gospodarczej. 
1 września 1930 został odznaczony Złotym Krzyżem Zasługi „za zasługi na polu organizacji i rozwoju Targów Wschodnich we Lwowie”.
Wyjechał z Polski do Francji, osiadł w Fourques. Zmarł 16 lutego 1938 w Nicei. Według innej wersji na wieść o zdradzie żony z Árpádem Pleschem i o tym, że jego córka jest w ciąży z kochankiem swojej matki popełnił samobójstwo w Hotelu de Paris w Monte Carlo. Tymczasowo pochowany na cmentarzu w Nicei. Spoczął w kwaterze dla Żydów na cmentarzu w Monako.

## Projekty i realizacje we Lwowie
- Państwowy Zakład dla Umysłowo Chorych w Kulparkowie[2]
- Remiza tramwajowa na Gabryelówce[2]
- Klinika dziecinnego szpitala św. Zofii[2]
- Biblioteka Politechniki Lwowskiej[2]
- Dwa gimnazja w Tarnopolu[2]
- Fabrykę wagonów we Frysztacie[2]
- Fabryka azotniaku w Falkenau[2]
- Kamienica przy ulicy Zustricznej 2 (Jana Styki) róg Żółkiewskiej (Bohdana Chmielnickiego) – 1908
- Modernistyczna kamienica dla firmy bankowej „Union” z 1909 przy Prospekcie Swobody 12 (Wały Hetmańskie) – 1909
- Gmach dawnego hotelu „Elite” przy ul. Ohijenki 18/18a (Krasickich) zbudowany w 1909 według projektu Zygmunta Fedorskiego (prawdopodobnie faktycznym autorem projektu był Zygmunt Kędzierski) – 1909
- Realizacja modernistycznej kamienicy według projektu Ferdynanda Kasslera i Romana Felińskiego przy ulicy Hnatiuka 20/22 (Jagiellońska) – 1910
- Realizacja budynku z salą teatralną przy ulicy Fredry 6 według projektu Fedorskiego (projekt jest prawdopodobnie autorstwa Michała Ulama) – 1910
- Kamienica własna przy ulicy Iwana Franki 55 (Zyblikiewicza 27) – 1911
- Adaptacja budynków powięziennych na szpital żydowski przy ulicy Arsenalnej 7 (Za Zbrojownią) – 1912
- Kamienica z neorenesansowymi attykami przy ulicy Saksahańskego 13 (Romanowicza) – 1913-1921
- Bazar Braci Hrodli przy ulicy Stepana Bandery 34 (Leona Sapiehy) zburzony we wrześniu 1939 (realizacja projektu Romana Felińskiego) – 1925[6][7];
- Pawilon usługowy w Parku Stryjskim – 1936